# Phrurolithus sordidus
Phrurolithus sordidus är en spindelart som beskrevs av Savelyeva 1972. Phrurolithus sordidus ingår i släktet Phrurolithus och familjen flinkspindlar. Inga underarter finns listade i Catalogue of Life.